# Swiss Satellite Radio
Swiss Satellite Radio è una società radiofonica di proprietà della SRG SSR che comprende tre reti musicali ricevibili via internet, cavo, satellite e DAB+.

## Canali
- Radio Swiss Classic (Radio Suisse Classique in Romandia, Radio Svizzera Classica nella Svizzera Italiana)

propone un palinsesto incentrato sulla musica classica, senza interruzioni pubblicitarie. Parte della sua programmazione viene trasmessa attraverso DRS 2 e RSI Rete Due;
- Radio Swiss Jazz

trasmette esclusivamente musica jazz, blues e soul, dando ampio spazio alle registrazioni di concerti di musicisti elvetici.
- Radio Swiss Pop

propone musica pop e soft rock 24 ore al giorno senza inserti di parlato. La programmazione prevede, oltre agli ultimi successi, anche un vasto repertorio dei brani pop più conosciuti degli ultimi 30 anni.